# کلاس اقتصادی (سفر)
کلاس اقتصادی (به انگلیسی :Economy class)، که به آن کلاس سوم و کلاس اکونومی نیز می‌گویند، پایین‌ترین رده و کلاس مسافرتی صندلی‌ها در مسافرت‌های هوایی، ریلی و گاهی اوقات سفرهای دریایی است که از لحاظ قیمتی مقرون به صرفه است.

## در خطوط هوایی
بسته به شرکت هواپیمایی، وسایل اضافی ممکن است شامل پتو، کیف لوازم رفاهی (مانند گوش گیر، خمیر دندان، ماسک چشم) و هدفون باشد.استانداردهای کلاس اقتصادی میان اپراتورها متفاوت است. آئروفلوت، کانتاس و کاتای پسیفیک سرگرمی‌ها و وعده‌های غذایی صوتی و تصویری در طول پرواز را در مسیرهای بین‌المللی و داخلی منتخب به همه مسافران، از جمله مسافران رده اقتصادی ارائه می‌کنند، در حالی که سایر خطوط هوایی مانند Transaero ممکن است هزینه اضافی برای سرگرمی در پرواز دریافت کنند.

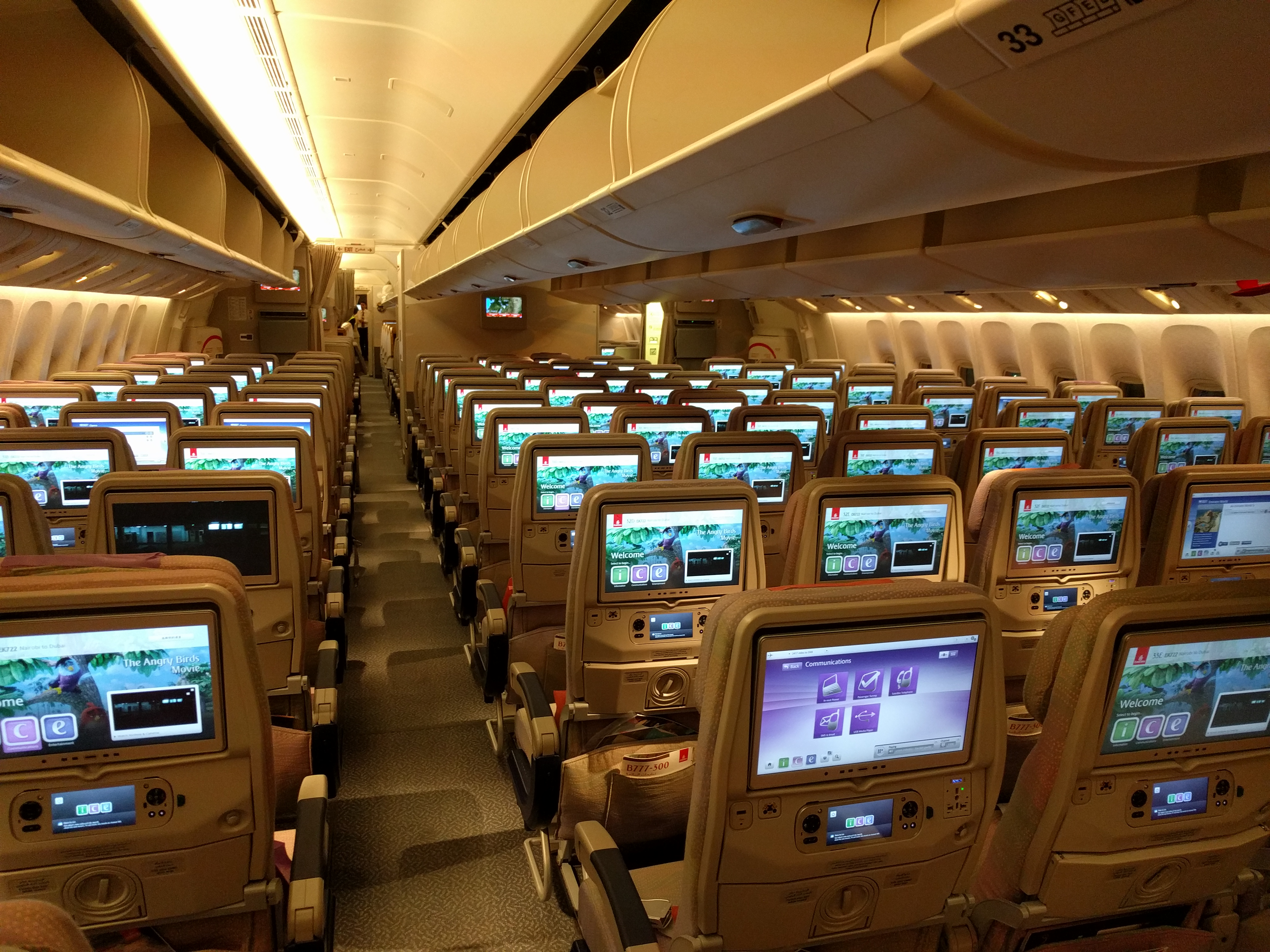
کلاس اقتصادی در بوئینگ 777-300ER امارات

در دسترس بودن غذا نیز متفاوت است. برخی از شرکت‌های حمل و نقل اصلی دیگر برای پروازهای کوتاه وعده‌های غذایی را به صورت اقتصادی ارائه نمی‌کنند. در حال حاضر به‌طور کلی فقط در پروازهای بین‌المللی غذا ارائه می‌شود. اپراتورهای ارزان قیمت مانند EasyJet و Ryanair هزینه غذا و نوشیدنی را در پروازها دریافت می‌کنند. علاوه بر این، بسیاری از شرکت‌های حمل‌ونقل، به‌ویژه در ایالات متحده و کانادا، مسافران رده اقتصادی را وادار می‌کنند تا هزینه ورود به فرودگاه، چمدان، بالش، پتو و هدفون را پرداخت کنند.

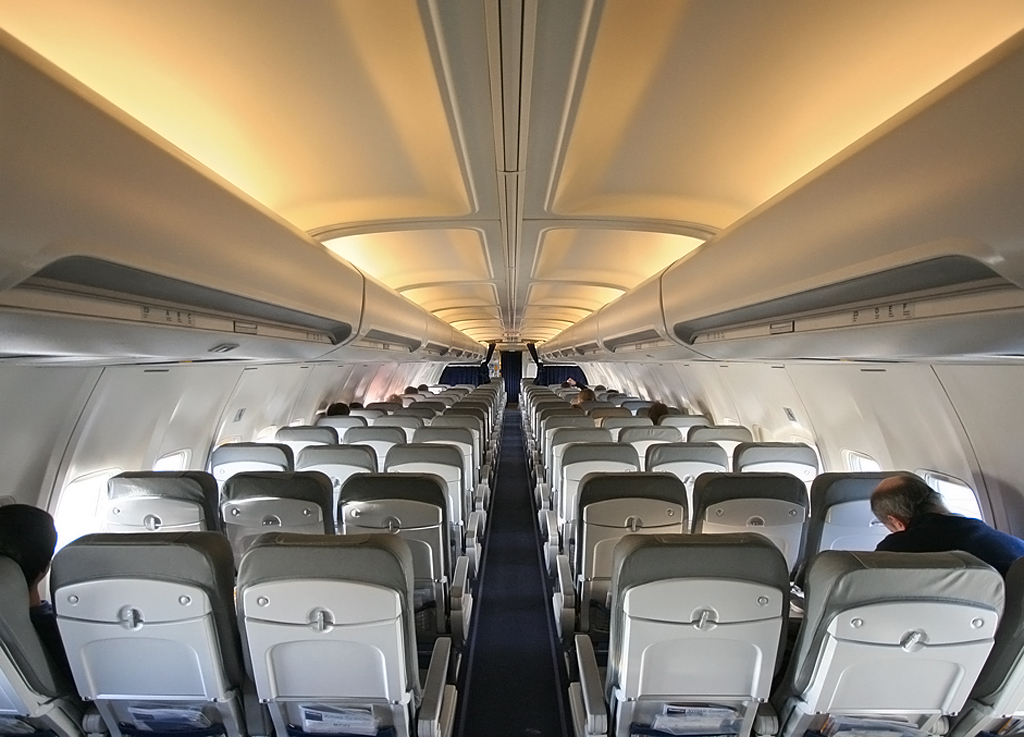
کابین یک بوئینگ ۷۳۷ (کلاس اقتصادی)

بسیاری از خطوط هوایی یک کلاس اقتصادی کمی پیشرفته ایجاد کرده‌اند، به‌عنوان مثال، فاصله کمی بزرگ‌تر بین صندلی‌ها مانند Economy Plus در United Airlines. مسلماً، چنین کلاس‌های اقتصادی پیشرفته تنها بخشی از راحتی و امکاناتی را که در چند دهه گذشته از دست داده بودند، بازمی‌گردانند.

## در راه‌آهن
معمولاً صندلی‌های کلاس اقتصادی از یک صندلی تشکیل شده‌اند که گاهی اوقات دارای یک میز تاشو است که ممکن است خم شود. این صندلی همچنین ممکن است دارای یک جیب باشد که به پشتی صندلی جلویی برای نگهداری وسایل کوچک مانند مجلات متصل است. بسته به پیکربندی محفظه سرنشین، چمدان‌ها را می‌توان در قفسه‌های بالای سر یا در هر انتهای واگن‌ها قرار داد.